# Оплот (организация)
«Опло́т» — общественная организация СРНБО (Системы резерва национальной безопасности и обороны Украины), созданная в Харькове в 2010 году. Основатель и руководитель — Евгений Жилин.
Организация получила известность на Украине в период политического кризиса 2013—2014 годов.

## Создание
Общественная организация «Оплот» была создана в 2010 году бывшим офицером МВД Евгением Жилиным. В качестве основных уставных задач были заявлены финансовая, юридическая, социальная и моральная помощь семьям сотрудников милиции, погибших при исполнении служебных обязанностей, военнослужащим, утратившим трудоспособность в результате боевых действий, и военнослужащим, которые из-за возраста или жизненных обстоятельств не в состоянии обеспечить себе достойное существование. Ещё одним направлением деятельности «Оплота» стала военно-историческая работа: противодействие попыткам героизации ОУН-УПА, финансирование поисков останков погибших воинов Красной Армии, уход за памятниками героям Великой Отечественной войны, прославление и возвеличивание «народа-победителя».
Это же название носит бойцовский спортивный клуб, созданный в ноябре 2011 года в Харькове президентом организации «Оплот» Евгением Жилиным при содействии Алексея Олейника. СК «Оплот» специализируется исключительно на смешанных единоборствах (ММА / Бои без правил). Одновременно клуб является и ММА-лигой, то есть платформой для проведения профессиональных чемпионатов ММА и розыгрышей призов в различных весовых категориях.

## Структура
Помимо непосредственно общественной организации «Оплот» у неё имеются смежные и дочерние структуры:
- Благотворительный фонд «Оплот»,
- Юридическая компания «Оплот»,
- Аудиторская компания «Оплот-аудит»,
- Информационное агентство «Оплот-Инфо»,
- Спортивный клуб «Оплот»,
- Супермаркет «Оплот» в городе Харькове (в помещении бывшего супермаркета «Таргет» по адресу проспект Гагарина, 167/1.).
- Служба такси[2]

По словам лидера движения Евгения Жилина, на начало февраля 2014 года в бойцовском клубе «Оплот» состояло 350 бойцов, а всего по регионам Украины общественная организация имела около двух тысяч активистов.

## Акции
В апреле 2013 года «Оплот» организовал у памятника Николаю Ватутину в Киеве выставку, посвящённую преступлениям ОУН-УПА. Охрану выставки обеспечивали 150 спортсменов из «Оплота». Лидер «Оплота» Евгений Жилин во время дискуссий с представителями украинских националистов и партии «Свобода» вызвал народного депутата Игоря Мирошниченко и других представителей партии «Свобода» на поединок по боям без правил. Вызов не был принят.

## Участие в событиях, связанных с Евромайданом
Организация заняла резко негативную позицию в отношении Евромайдана. Её активисты участвовали в антимайдановских акциях, требовали от президента Украины Виктора Януковича силового противодействия Евромайдану.
17 января 2014 года активисты организации «Оплот» провели в Киеве акцию по блокированию автомобилей участников Автомайдана.
С «Оплотом» и лично его руководителем Жилиным участники харьковского Евромайдана связывают нападения на активистов и представителей прессы, которые совершали молодые люди спортивной внешности («титушки»). Активисты «Оплота» задерживали участников Евромайдана, нанося им телесные повреждения, и передавали их милиции.

## Участие в протестах на востоке Украины
В конце февраля и марте 2014 года активисты «Оплота» совместно с другими жителями Харькова приняли участие в охране от уничтожения местного памятника Ленину, участвовали в столкновениях со сторонниками Евромайдана за контроль над зданием областной госадминистрации, в стычках с активистами «Правого сектора» и «Патриота Украины».
14 апреля 2014 года появилась информация, что бойцы «Оплота» принимают участие в боях за Славянск и находятся в здании Донецкой ОГА.
16 апреля 2014 года активисты организации под руководством Евгения Жилина и Александра Захарченко захватили здание горсовета в Донецке. Евгений Жилин так рассказывал об этих событиях:
«Все надеялись, что будет, как в Крыму. Обратимся к России — и всё будет хорошо. „Оплот“ была чуть ли не единственная общественная организация, которая имела силовой блок на тот момент. И мы захватили здание городской администрации и защищали его, чтобы никто не грабил».
По заявлениям украинской стороны, в мае 2014 года от организации «Оплот» отделилась её донецкая организация, получившая самостоятельное название Русская православная армия.
25 мая 2014 года бойцы «Оплота» взяли под свою охрану резиденцию Рината Ахметова в Донецке
По сообщениям СМИ, весной и летом 2014 года на территории самопровозглашённой ДНР бойцы «Оплота» подчинялись министру обороны ДНР Игорю Стрелкову. Лидер местного «Оплота» Александр Захарченко официально был заместителем министра обороны. Евгений Жилин позднее указывал на формальный характер этого подчинения: «Стрелков не был его руководителем никогда. Стрелков сам себя объявил главнокомандующим».
8 августа 2014 года Верховный совет Донецкой Народной Республики утвердил лидера донецкого «Оплота» Александра Захарченко в должности премьер-министра.
2 ноября 2014 года Александр Захарченко был избран главой Донецкой Народной Республики.Погиб 31 августа 2018 года в результате взрыва в центре Донецка.
Евгений Жилин был убит 19 сентября 2016 года в подмосковном посёлке Горки-2 во время ужина в ресторане.